# Trox fabricii
Trox fabricii är en skalbaggsart som beskrevs av Reiche 1853. Trox fabricii ingår i släktet Trox och familjen knotbaggar. Inga underarter finns listade i Catalogue of Life.